# Paweł Szydłowiecki
Paweł Szydłowiecki herbu Odrowąż (ur. 1478 w Szydłowcu, zm. 2 czerwca 1506 w Herzogen-Aurach) – duchowny rzymskokatolicki.
Był synem Stanisława (1405–1494) i jego drugiej żony Zofii z Goździkowa h. Łabędź (ok. 1440–po 1494). Otrzymał wykształcenie duchowne i uniwersyteckie. Uzyskał doktorat z prawa kanonicznego i świeckiego. W 1500–1502 proboszcz Białej, następnie Środy Wielkopolskiej (1502–1504) i Poznania (1504–1506). Od 1501 kanclerz królewicza Zygmunta. Kustosz katedry krakowskiej i kanonik sandomierski.